# BR-Standardklasse 3MT 2-6-0
Die BR-Standardklasse 3MT 2-6-0 war eine Dampflokomotive für den gemischten Verkehr, die Robert Riddles für die British Railways konstruierte. Die Konstruktion greift auf ältere Typen zurück: das Fahrwerk lehnte sich eng an die LMS Ivatt Class 4 an, von der einige Teile übernommen wurden. Der Kessel leitete sich von einem GWR Nr. 2 Kessel ab, ähnlich denen in den Tenderlokomotiven GWR Large Prairie 2-6-2T und 5600 Class 0-6-2T.

## Konstruktion
Konstruiert und gebaut wurde die BR-Standardklasse 3MT 2-6-0 – ebenso wie die 2-6-2T-Tenderlokversion dieser Klasse – in den Swindon Works der ehemaligen GWR (Great Western Railway). Der Kessel hatte wie der GWR-Nr. 2-Kessel geflanschte Kesselbleche, allerdings war der Langkessel um 5 13⁄16 Inch (147,64 mm) kürzer und erhielt einen zusätzlichen Dampfdom. Eigenartigerweise übernahm die Klasse nicht die Radkonstruktion der in Doncaster gebauten BR-Standardklasse 4MT 2-6-0 (76XXX), die ebenfalls 5 ft 3 in (1.600 mm)-Treibräder, den gleichen Kolbenhub und somit den gleichen Kurbelkreisdurchmesser hatte.
Wie bei einigen der anderen BR-Standardklassen wurden für das Fahrwerk von der LMS (London, Midland and Scottish Railway) entwickelte Bauteile verwendet, wie zum Beispiel die Bremsgehänge-Aufhängung, die flexible Querträger-Aufhängung und die Aufhängung der Umsteuerungswelle.
Die Zylinderabdeckungen der Lokomotiven hatten einschraubbare Druckbegrenzungsventile. Ab September 1955 wurden im Rahmen von Erneuerungsarbeiten überarbeitete Zylinderabdeckungen mit anschraubbaren Druckbegrenzungsventilen eingeführt.
Viele Bauteile des Fahrwerks waren so gut wie identisch mit denen der LMS Ivatt Class 4. Die Konstruktion der Radsatzlager wurde jedoch von der Bauweise der Bauteile der LMS Ivatt Class 2 2-6-0 und LMS Ivatt Class 2 2-6-2T abgeleitet.
Wie aus den originalen BR-Zeichnung SL/SW/ 616 zu erkennen ist, war im Gegensatz zu einer Reihe von größeren Lokomotiven der Abgasdampfverteiler der BR-Standardklasse 3MT 2-6-0 innerhalb der Rauchkammer eine geschweißte Stahlkonstruktion. Bei einigen größeren Lokomotiven der BR-Standardklasse 6 und der BR-Standardklasse 7 war der Abgasdampfverteiler hingegen aus Gussstahl und wurde während der Herstellung festgeschweißt.

## Betriebszeit
Nur 20 Stück wurden gebaut, die Nummern 77000–77019, alle in den Swindon Works. Ihr Einsatz beschränkte sich hauptsächlich auf die North Eastern Region und die Scottish Region der British Railways, die 77014 hatte ihren letzten Einsatz jedoch in der Southern Region. Angesichts der geringen Stückzahl war die Bezeichnung „Standardklasse“ im Grunde genommen ein Widerspruch und es wäre wahrscheinlich besser gewesen, stattdessen mehr der 1’C-Lokomotiven in der Bauweise der Standardklasse 4 und Standardklasse 2 zu bauen. Keine Lok ist erhalten geblieben, obgleich einige Bauteile vor der Verschrottung gerettet werden konnten. Sie sollen für ein Projekt zum Bau einer neuen Standard Class 3 2-6-2T verwendet werden. Diese Klasse war die letzte Dampflokomotivklasse der British Railways, die bis zur ersten Ausmusterung vollständig blieb. Nummer 77014 wurde im März 1966 vom Depot in Northwich der London Midland Region zum Depot in Guildford der Southern Region gebracht; im Juli 1967 wurde sie ausgemustert.

## Neubau einer weiteren Lokomotive dieser Klasse
Keine Lokomotive dieser Klasse ist erhalten geblieben. Der Verein „77021 Locomotive Group“ wurde gegründet, um diese Lücke in den Reihen der erhaltenen BR-Standard-Lokomotiven zu füllen.
Die Gruppe ist der Ansicht, dass die 3MT mit ihrer relativ leichtgewichtigen Konstruktion eine ideale Museums-Lokomotive wäre.
Die „77021 Locomotive Group“ rechnet damit, dass erhebliche Kosteneinsparungen möglich sind, da viele der benötigten Gussteile mit Formen gefertigt werden können, die sich im Besitz des Vereins „British Railways Standard Locomotive Owners Group“ (BRSLOG) befinden, dessen Mitglied sie sind. Viele der Gussteile sind identisch mit denen, die für den Bau einer neuen Lokomotive 82045 verwendet wurden.